# Fürsorgeverein für deutsche Rückwanderer
Der Fürsorgeverein für deutsche Rückwanderer wurde 1909 gegründet und warb mit Unterstützung des preußischen Staates für die Rückwanderung russlanddeutscher Siedler im Rahmen der preußischen antipolnischen Germanisierungspolitik.

## Geschichte
Die Organisation der Rückwanderung Deutschstämmiger aus Ost-, Ostmittel- und Südosteuropa lag seit 1909 in den Händen des Vereins, womit man die parlamentarische Kontrolle und außenpolitische Komplikationen vermeiden wollte. Die Finanzierung erfolgte durch den preußischen Staat und dem Verein wurden amtliche Informationen zur Verfügung gestellt und er erhielt faktisch amtliche Aufgaben bei der Einbürgerung. Die deutschstämmigen Rückwanderer sollten die Landflucht in der ostelbischen Landwirtschaft dämpfen und die patriarchalischen Beziehungen zwischen Gutsherrn und Arbeiterschaft stärken. Der Fürsorgeverein brachte in den sechs Jahren vor dem Ersten Weltkrieg etwa 26.000 und während des Krieges etwa 60.000 Russlanddeutsche ins Reich. Dabei ging es weniger um humanitäre Erwägungen als vielmehr um die gezielte Rekrutierung von Arbeitskräften zur Verminderung des Arbeitskräftemangels. Nach dem Ersten Weltkrieg versank der Verein in der Bedeutungslosigkeit, da die Rückwanderung aus Russland in der Weimarer Republik an Bedeutung verlor und der preußische Staat keine Mittel mehr zur Verfügung stellte.